# Portal Galego da Língua
O Portal Galego da Língua (PGL) é um portal de internet promovido pela Associaçom Galega da Língua (AGAL) em 2002, que defende uma via reintegracionalista para o galego.

## História
As origens do PGL estão nas primeiras tentativas da AGAL por ter um sítio em Internet. De fato, nasceu como página corporativa da associação, alojada num princípio nos servidores da Universidade de Vigo .
Devido ao crescente número de conteúdos informativos relacionados com a atualidade linguística da Galiza, o portal 'refundouse' em 2002 já num servidor e domínios diferentes e com o nome atual de Portal Galego da Língua .